# Kate Warner
Pour les articles homonymes, voir Warner.
Catherine Ann « Kate » Warner, née Friend le 14 juillet 1948 à Hobart, est une avocate australienne, professeur de droit et gouverneure de Tasmanie de 2014 à 2021. 

## Biographie
Catherine Ann Friend étudie à la St Michael's Collegiate School de Hobart, puis à l'université de Tasmanie où elle obtient un baccalauréat universitaire en droit (Bachelor of Laws) avec un Honours degree le 15 avril 1970, suivi d'une maîtrise universitaire (Master of Laws) en 1978.
En 1971, elle épouse Richard Warner.
Elle travaille comme assistante à la Cour suprême de Tasmanie et devient solliciteur. Après sa maîtrise, elle commence une carrière à l'université de Tasmanie dont elle devient professeur en 1996.  
Le 10 novembre 2014, le Premier ministre de Tasmanie, Will Hodgman, annonce la nomination de Kate Warner comme gouverneure de Tasmanie, en remplacement de Peter Underwood, décédé au mois de juillet précédent. Elle prête serment le 10 décembre suivant et entre en fonction pour un mandat de cinq ans.
En janvier 2019, elle annonce qu'elle est atteinte d'un lymphome non hodgkinien.
Le 26 septembre 2019, Will Hodgman annonce que la reine Élisabeth II a accepté la prorogation du mandat de Kate Warner jusqu'au 9 décembre 2020. Elle quitte finalement ses fonctions le 16 juin 2021.